# Яневцы
Яневцы (алб. Janjevët, хорв. Janjevci), также косовские хорваты (хорв. Kosovski Hrvati, алб. Kroatët e Kosovës)— небольшая по численности субэтническая группа хорватов, населяющая несколько населённых пунктов в центральных и юго-восточных районах Косово (Янево, Летницу, Врнавоколо, Шашаре, Врнезе и другие) и с недавнего времени — несколько населённых пунктов в Хорватии. В быту яневцы используют говоры, относящиеся к призренско-южноморавскому диалекту торлакского наречия, в Косове говорят также на албанском языке, в Хорватии — на литературном хорватском языке.

## Происхождение и история
Происхождение яневцев связано с миграцией хорватов, представлявших в основном торговое сословие, из Дубровника в Косово в XIV веке. Основав поселения по соседству с сербами, яневцы постепенно усвоили местный призренско-южноморавский диалект, но при этом сумели сохранить свою католическую веру. Религиозные отличия яневцев, живших в окружении албанцев-мусульман и сербов-православных, послужили причиной их этнической обособленности, сохранявшейся на протяжении нескольких веков и характерной также для настоящего времени.

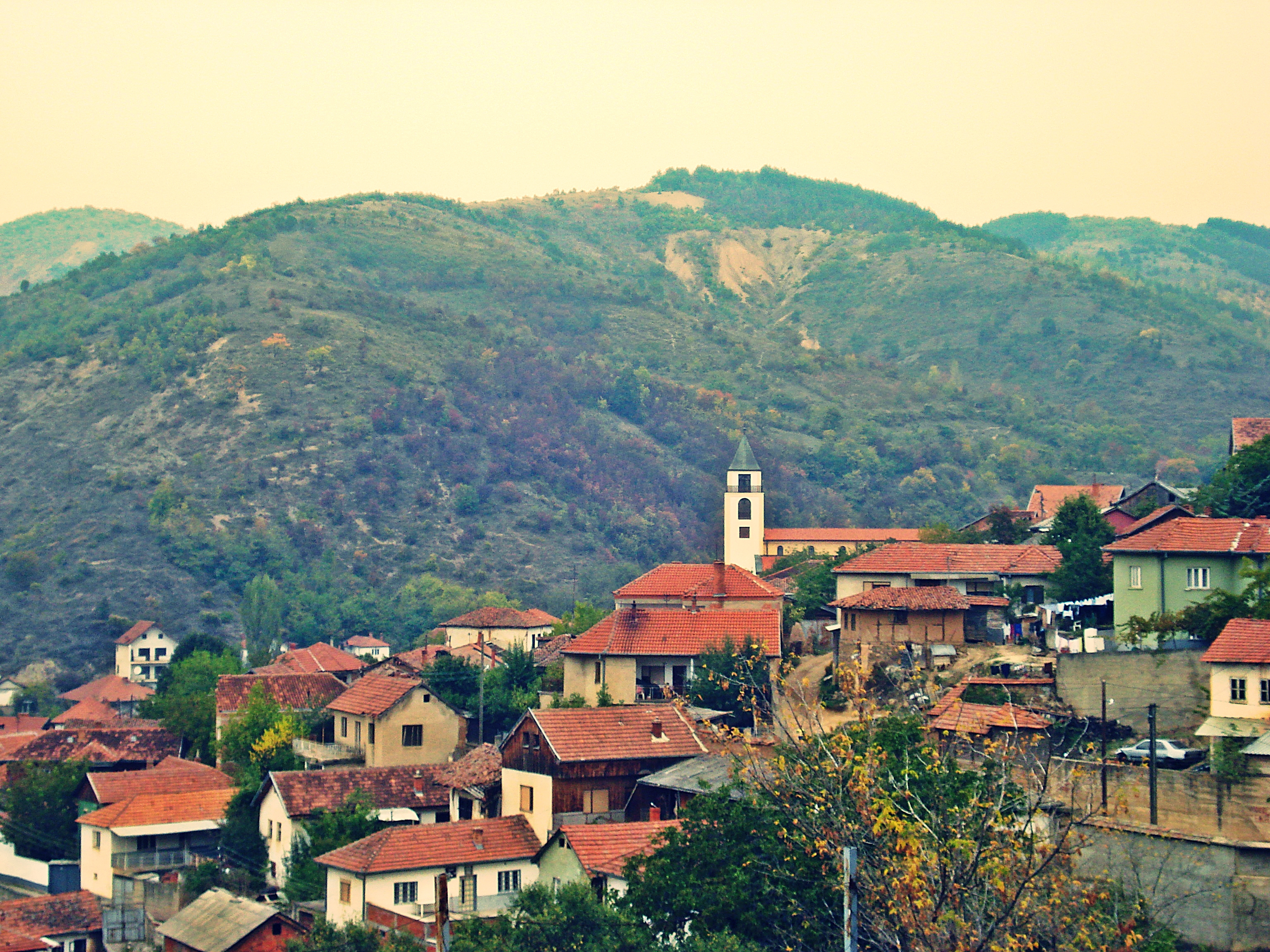
Село Янево

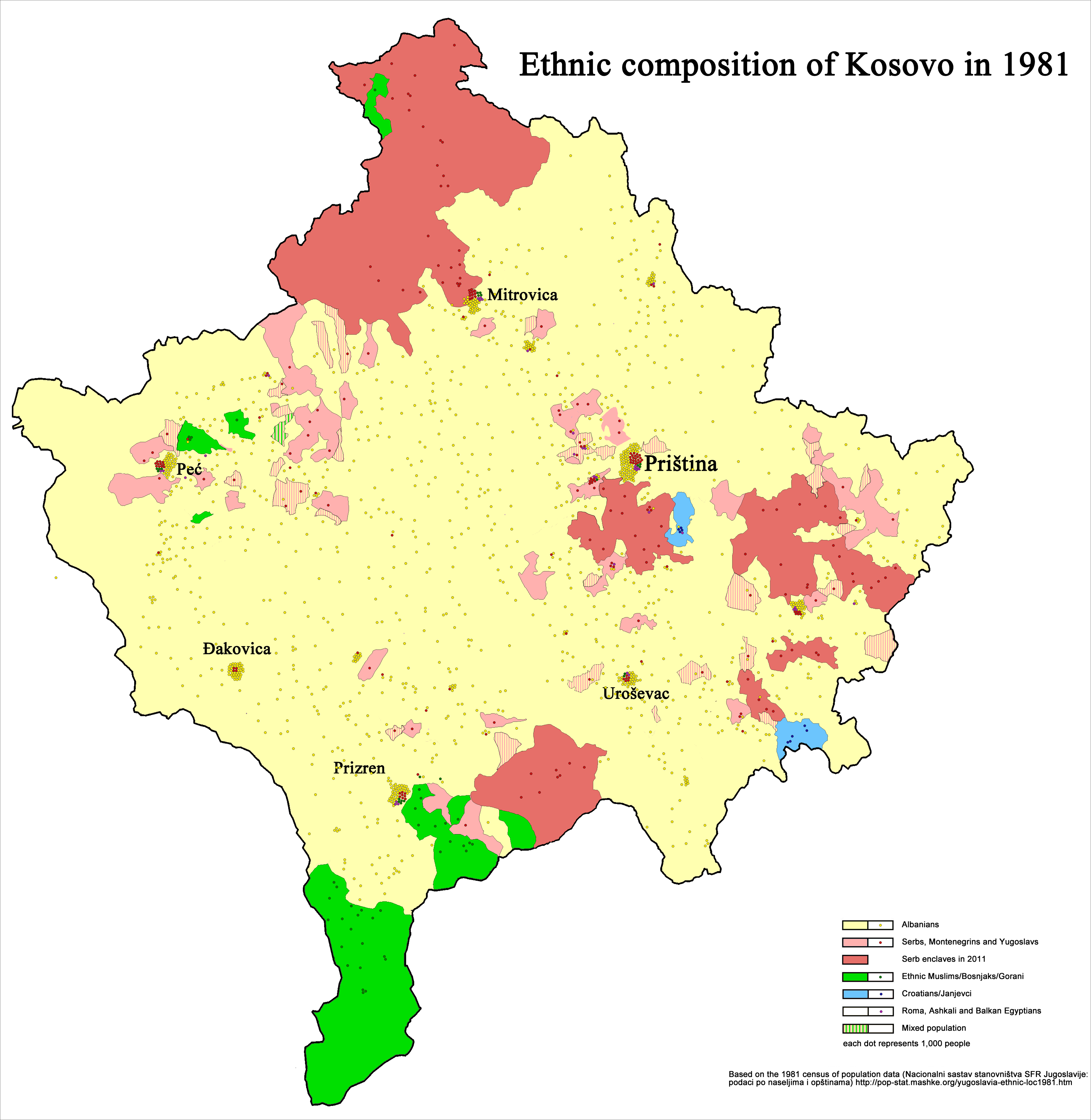
Расселение яневцев в Косове согласно переписи 1981 года

Первое письменное упоминание о яневцах относится к 1303 году, когда папа Бенедикт XI отметил село Янево как центр католического прихода Св. Николая.
В XX веке яневцы стали переселяться из Косово на территорию Хорватии.
Первые миграционные потоки яневцев из Косова были отмечены в 1950-х годах, при этом большинство из яневских семей поселилось в Загребе. К началу 1970-х годов большая по численности община яневцев проживала на Коньишчинской улице и рядом с ней в загребском районе Дубрава.
Межнациональные вооружённые конфликты в конце XX века на территории бывшей Югославии, и в частности в Косове, послужили причиной новой волны миграции яневцев.
В 1992 году часть жителей Летницы переселилась в Хорватию, заняв брошенные сербские дома в деревнях Вочин, Джуловац и Варешница в Западной Славонии.
Часть яневцев поселилась в сербских домах в ряде населённых пунктов Далмации. По возвращении сербов хорваты-яневцы вернули им их дома и переселились в Кистане, основав там посёлок Ново Населье (букв. Новое Поселение).

## Численность и ареал
В 2002 году в Хорватии насчитывалось около 966 яневских семей, 669 из них жили в районах Загреба. Остальные 279 жили в Западной Славонии и Далмации.
По переписи 1991 года в Косове и Метохии проживало около 8 062 яневцев, в 1998 году их численность снизилась до 1 300 человек. В настоящее время в Яневе насчитывается около 350 хорватов, основное население Янева при этом составляют албанцы — 1 586 человек.
Яневская субэтническая группа в Косове территориально состоит из двух общин. Одна из них — это община села Янева (по названию которого именуется данная группа) и его окрестностей, расположенных вблизи Приштины в центральном Косове, другая — община в ряде деревень в районе Летницы в юго-восточном Косове (на границе Косова и Метохии с Македонией).
Переселенцы яневского происхождения в Хорватии живут в основном в Кистане (село рядом с городами Книн и Дрниш) и в загребской Дубраве.

## Культура и традиционные занятия
Народный костюм яневцев напоминает тот, что носили хорваты в районе Дубровника. К традиционным занятиям относится сельское хозяйство.